# Belendung (Klari)
Belendung is een bestuurslaag in het regentschap Karawang van de provincie West-Java, Indonesië. Belendung telt 8352 inwoners (volkstelling 2010).